# Estação de Luxembourg
A Estação de Luxembourg é uma estação ferroviária francesa da linha de Sceaux, localizada no 5.º e no 6.º arrondissements de Paris. Ele serve o bairro do Luxembourg e o Palácio do Luxemburgo, sede do Senado, mas também o jardim de Luxemburgo, o Panteão, a place Edmond-Rostand, a rue Soufflot, bem como um grande número de instituições de ensino superior e de escolas de grande renome.
É uma estação da Régie Autonome des Transports Parisiens (RATP) servida pelos trens da linha B do RER.

## A estação
A estação se situa no boulevard Saint-Michel na altura do jardim do Luxemburgo e da Escola de Minas, agora denominada MINES ParisTech. Os acessos são situados, uns ao norte da estação na altura da rue Gay-Lussac e da place Edmond-Rostand, os outros ao sul da estação sob a place Louis Marin e perto de rue Auguste-Comte.
Ela é servida hoje pelos trens da linha B do RER.
Em 2015, a frequência anual estimada pela RATP é de 5 670 876 passageiros.

## História

### Inauguração da estação em 1895
Na década de 1880, a Compagnie du chemin de fer de Paris à Orléans decidiu adiar o terminal da linha de Sceaux da estação de Denfert-Rochereau a um ponto mais central em Paris.
A extensão é declarada de utilidade pública por decreto de 14 de dezembro de 1889 e as obras começaram em 1892. O novo terminal de Luxembourg foi inaugurado em 1895.
A estação é subterrânea, mas a Companhia não obteve a autorização para estabelecer o acesso a via pública ou para o Jardim do Luxemburgo. Ela faz portanto a aquisição do imóvel formando a esquina do boulevard Saint-Michel e a rue Gay-Lussac a fim de estabelecer a estação. As salas de espera e as cabines de distribuição de bilhetes foram instaladas ao rés-do-chão e os corredores de acesso às plataformas nas cavernas.

### Modernização de 1973 a 1978
A estação foi profundamente modernizada durante a abertura ao tráfego para Châtelet - Les Halles em 8 de dezembro de 1977.
O trabalho da extensão para o norte, do final de 1973 a 1978 em um ambiente difícil, com uma dupla travessia sub-fluvial a realizar no coração mesmo da Paris histórica, necessitando um túnel de 2 600 metros que devia mergulhar sob o rio, o que requeria uma alta rampa e necessitava de iniciar a desnivelação desde esta antiga estação na qual a plataforma foi abaixada de cinquenta centímetros.
Uma sala de transferência, beneficiando-se do abaixamento das vias no lado norte, foi construído no mezanino. Ela substituiu o acesso ao imóvel haussmanniano do 69 boulevard Saint-Michel (na esquina da rue Gay-Lussac), em que a vidraria foi destruída e os locais fechados ao público. Um novo acesso foi criado no extremo sul da estação de frente para o 99 boulevard Saint-Michel, equipado como o acesso principal, de uma escada rolante de saída. Os suportes da catenária, especialmente concebidos para a estação, foram suspensos ao teto da abóbada, sob a calçada. Ela é uma das poucas estações da linha que possui uma barreira de separação acústica entre as duas vias.

### Renovação em 2000

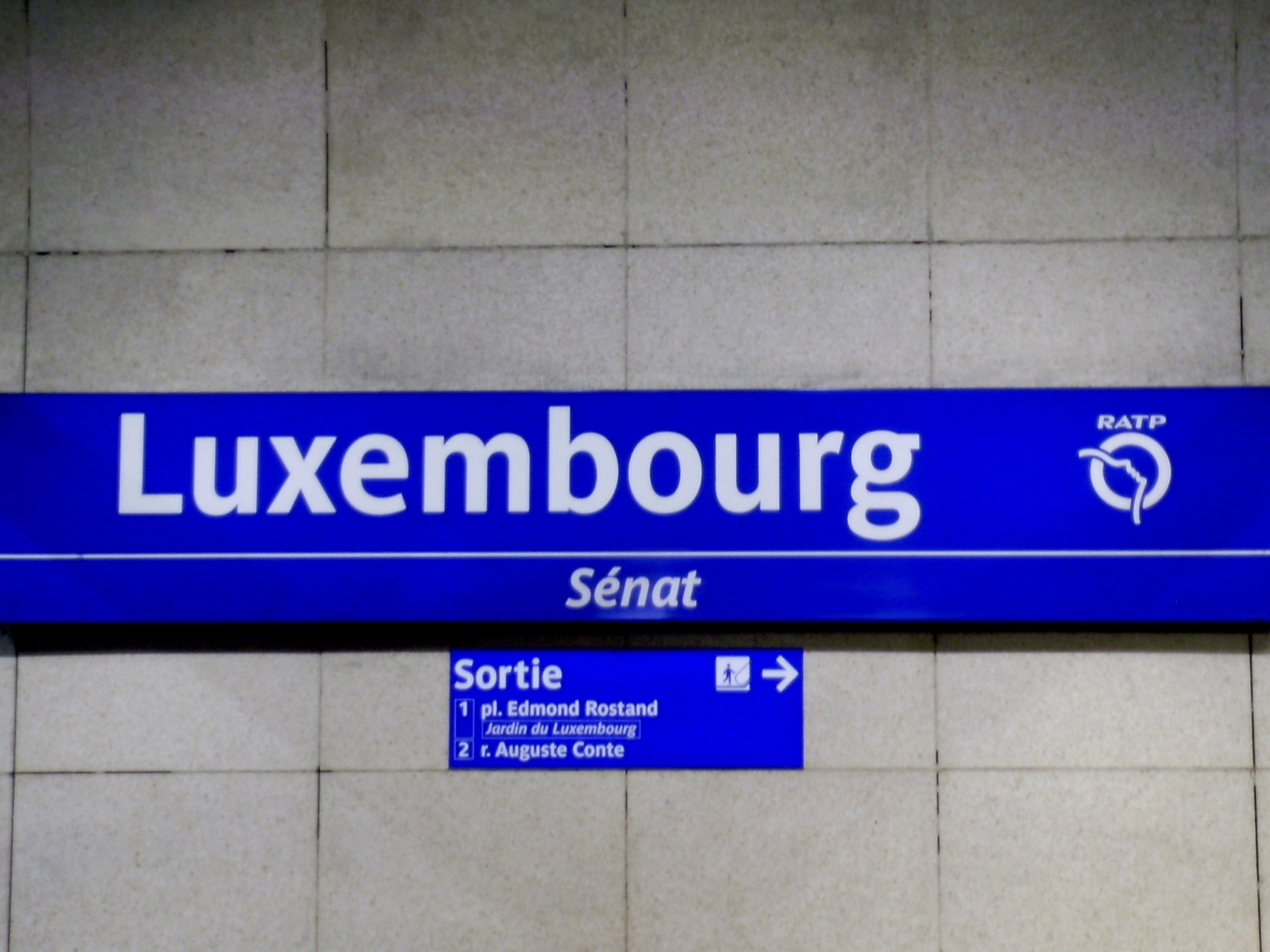
Painel indicando o nome da estação.

A estação foi renovada em 2000 por ocasião da escolha de nove estações emblemáticas escolhidas pela RATP para comemorar a passagem para o ano 2000, que coincide com o centenário do metropolitano. O tema escolhido para a estação de Luxembourg, onde a descrição foi completada por um subtítulo Sénat, foi o meio ambiente. Grandes painéis de exposições temporárias no campo da ecologia urbana e desenvolvimento sustentável, foram então colocados no centro das plataformas.
A saída sul, ao lado da place Louis-Marin, muito utilizado, devido a sua proximidade a muitos estabelecimentos escolares e universitários (Collège et Lycée Montaigne, Lycée Lavoisier, Escola Normal Superior, Faculdade de Farmácia), é então desprovida de pessoal de recepção mas se vê a instalação de uma máquina de venda de bilhetes.

### Obras de acessibilidade, 2008-2013

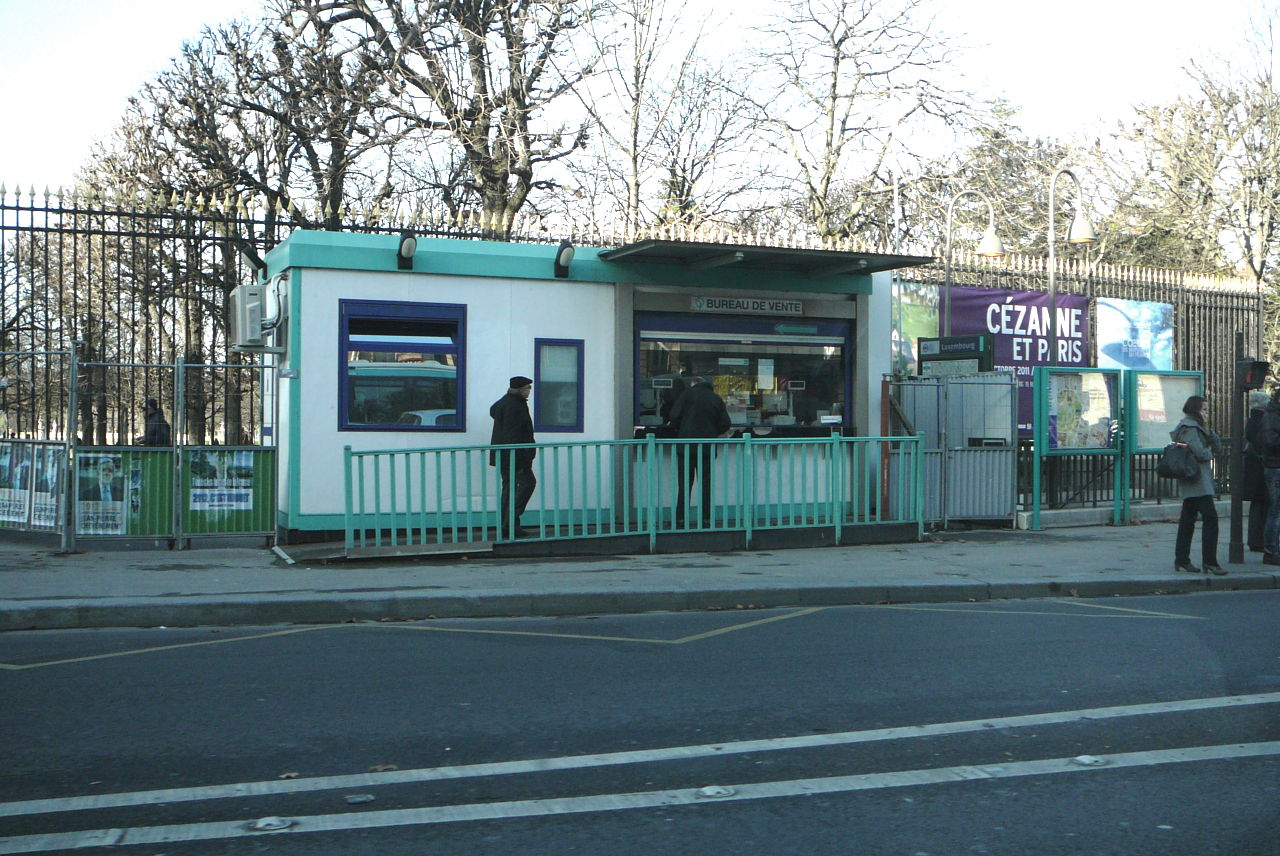
A entrada temporária de passageiros ao longo do grades do Jardim do Luxemburgo, perto da place Edmond-Rostand, de 2009 a dezembro de 2012.

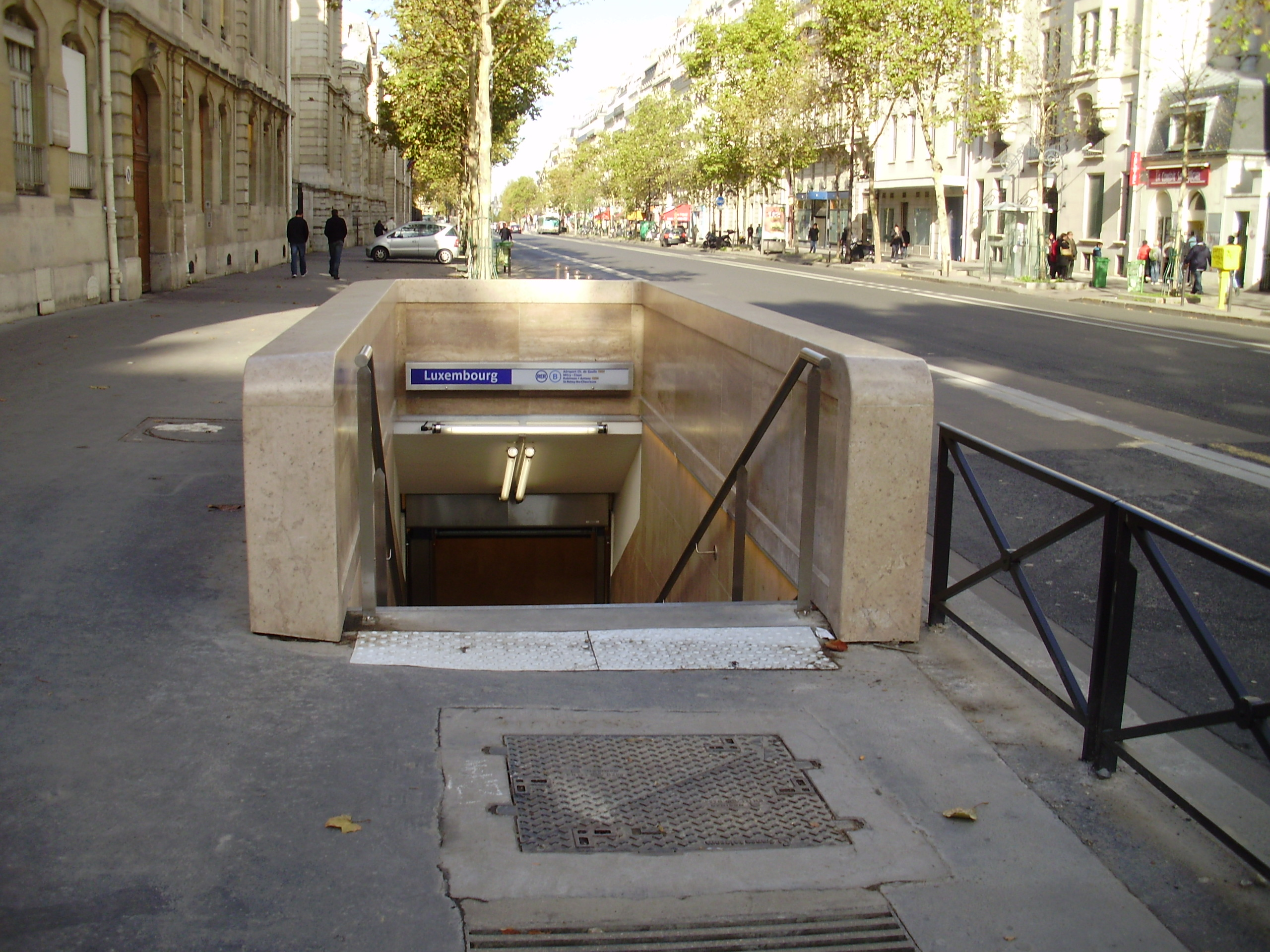
Entrada localizada perto de rue Auguste-Comte na calçada oeste do boulevard Saint-Michel.

O trabalho de escavação, antes do desenvolvimento da acessibilidade para todos da estação, começaram durante o inverno de 2008-2009 para a duração anunciada de 24 meses. O projeto de renovação envolvia, por um lado, a instalação de dois elevadores ligando o viário à sala dos bilhetes e depois às plataformas, a fim de colocar nesta estação para os padrões de acessibilidade das pessoas com mobilidade reduzida (entrada principal, na altura da rue Gay-Lussac), por outro lado, a criação de uma nova saída no lado da rue Auguste-Comte, em face da atual situada da place Louis-Marin.
A partir de maio de 2009, o canteiro continuava com a reparação de um espaçador de vigas de sustentação do acesso ao mezanino, antes do lançamento de acessibilidade. A sala de transferência foi destruída, a entrada de passageiros se fazia, até dezembro de 2012, em um local de acampamento colocado em frente às grades do Jardim do Luxemburgo.
De maio a setembro de 2010, o tráfego foi reduzido para duas faixas na seção do boulevard Saint-Michel, que se estende da place Louis-Marin à rue Gay-Lussac, a fim de continuar as obras de escavação e de vedação da sala de transferência no lado norte, e perceber o novo acesso ao lado da rue Auguste-Comte, 64 boulevard Saint-Michel.
O canteiro foi interrompido em setembro de 2010; nenhuma informação foi fornecida pela RATP para explicar este reporte. Os revestimentos murais e o acesso principal foram deixados em um estado bruto. O novo acesso ao lado da rue Auguste-Comte, quase concluída, foi conectado e interditado de acesso. Não há mais o pessoal no interior da estação, o último sendo instalado no local colocado em frente aos portões do Jardim do Luxemburgo em razão das obras, sempre interrompidas em abril de 2012.
Em 25 de junho de 2012, o conselho de bairro do Val-de-Grace foi dedicado às obras da estação RER. Seu relato revelou que a interrupção da construção tem sua origem em uma decisão da prefeitura de polícia de novembro de 2011. Ele tinha recusado o alvará de construção por razões de segurança.
No outono de 2012, as obras da sala de transferência no lado norte e suas escadas foram retomadas, as paredes sendo parcialmente revestidas de telhas cuja instalação está em progresso.
Em 15 de outubro de 2012, o novo acesso para a rue Auguste-Comte, ao sul da estação, foi aberto na calçada localizada no lado oeste do boulevard Saint-Michel.
Apesar de sua ligação com um grande jardim público no coração histórico de Paris, Luxembourg - Sénat continua a ser a única estação do RER B intra-muros inacessível para passageiros com deficiência.

## Correspondências
A estação é servida pelas linhas de ônibus 21, 27, 38, 82, 84, 85 e 89 da rede de ônibus RATP, pela linha turística OpenTour e, à noite, pelas linhas N14, N21 et N122 do Noctilien.